# Trúc Sơn, Thập Yển
Trúc Sơn (chữ Hán giản thể: 竹山县, Hán Việt: Trúc Sơn huyện) là một huyện thuộc địa cấp thị Thập Yển, tỉnh Hồ Bắc, Cộng hòa Nhân dân Trung Hoa. Huyện này có diện tích 3590 km2, dân số năm 2004 là 440.000 người. Huyện này có các đơn vị hành chính gồm 9 trấn (Thành Quan, Dật Thủy, Ma Gia Độ, Bảo Phong, Lôi Cổ, Tần Cổ, Đắc Thắng, Điền Gia Bá, Quản Độ) và 8 hương (Phan Khẩu, Trúc Bình, Đại Miếu, Song Đài, Lâu đài, Văn Phong, Thâm Hà, Liễu Lâm).